# Charles III (roi de Navarre)
Pour les articles homonymes, voir Charles de Navarre et Charles III.
Charles III de Navarre dit Charles III le Noble, né le 22 juillet 1361 à Mantes et mort le 8 septembre 1425 à Olite en Navarre, fut roi de Navarre de 1387 à 1425, et comte d'Évreux puis duc de Nemours. Il est le fils et successeur de Charles II de Navarre dit Charles le Mauvais, et de Jeanne de Valois, fille de Jean le Bon.

## Biographie

Situation de la Navarre à l'avènement de Charles III

Il est le fils aîné du roi Charles II de Navarre (dit le Mauvais) et de Jeanne de France, fille du roi de France Jean II le Bon et de Bonne de Luxembourg.
À la suite des troubles qui avaient opposé Pierre Ier de Castille et son demi-frère Henri de Trastamare, devenu par la suite Henri II de Castille, Charles II de Navarre s'était emparé en 1368 des provinces basques d'Alava et du Guipuscoa, relevant du royaume de Castille et qui lui avaient été promises par les deux belligérants.
Après la mort de Pierre Ier de Castille (1369) et l'accession définitive au trône d'Henri II de Castille, la paix n'était revenue que grâce au pape Grégoire XI et à son légat, Guy de Boulogne. Celui-ci convainquit les rois de Navarre et de Castille de signer en août 1373 le traité matrimonial de San Vicente de la Sonsierra, où fut décidé le mariage de l'infant Charles avec Éléonore de Trastamara, fille d'Henri II. Ce mariage, célébré à Soria en 1375, mit fin aux conflits entre les deux royaumes et créa une relation d'amitié qui continua au temps des rois de Castille Jean Ier et Henri III.
Étant l'infant, en 1378, par ordre de son père, il prit la tête d'une commission pour parlementer avec Charles V de France. Ce dernier le saisit et ordonna l'embargo sur les possessions navarraises en France, n’épargnant que l'imprenable Cherbourg. Lors de l'interrogatoire, on découvre les plans du roi navarrais pour conquérir la ville de Logroño. Alerté, Henri II de Castille ordonne l'invasion de la Navarre, alors que les troupes de Charles V sont passées à l'attaque en France et s'emparent des possessions de Charles II de Navarre en Normandie et à Montpellier. Vaincu en France et en Espagne, Charles II doit signer le traité de Briones (es) le 31 mars 1379. L'infant Charles ne fut libéré que fin 1381.
Il succéda à son père en 1387, et s'appliqua à vivre en paix avec ses voisins. Il renonça aux prétentions de son père sur plusieurs provinces de France (1404). Dans un contexte de crise économique, de pacifisme extérieur et d’aristocratisation croissante de la société (parallèlement à ce qui se passait en Aragon), Charles III inaugura une politique plus conforme aux possibilités et aux ressources de la Navarre.
Il réussit à desserrer les liens avec la Castille, l’Aragon, la France et l'Angleterre grâce à une politique de collaboration, d’appui au pape d'Avignon et d’alliances matrimoniales.
Il aida la Castille dans ses guerres contre Grenade et arrangea les mariages de l’Infant don Juan, fils de Fernand d'Antequera, avec les infantes Isabelle et Blanche (1412).
Il chercha aussi la paix avec l’Aragon par le mariage de l'infante Blanche avec Martin le Jeune (1402). Il procéda de la même façon avec la France et l'Angleterre.
L’alliance de la Navarre avec la maison française de Foix fut son œuvre.
Parmi ses réformes politiques on doit retenir la création de la « Cort » ou tribunal suprême (1413).

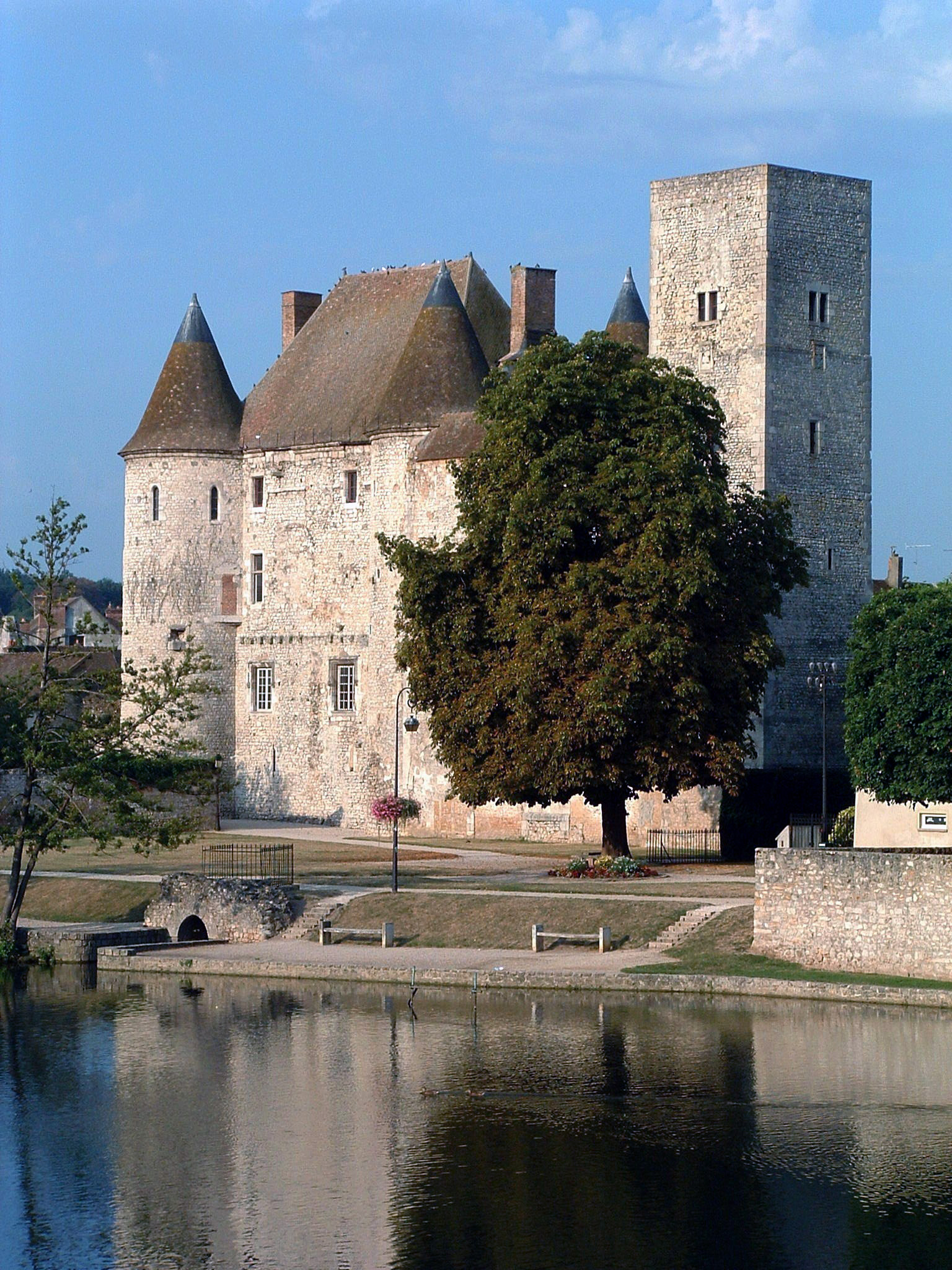
Château de Nemours côté Loing.

L'abandon de l'expansionnisme de son père lui permit de mettre en œuvre un processus de distanciation par rapport à la France et de « navarrisation » de la dynastie d'Évreux. Par le traité de Paris (1404) furent résolus les différends avec Charles VI de France par sa renonciation aux fiefs français de sa maison, la Champagne et la Brie, Évreux, Beaumont en échange de l'acquisition du duché de Nemours (1404). Il eut soin de nommer des Navarrais aux postes principaux de gouvernement.
Il créa le titre de Prince de Viane (1423) pour les héritiers au trône du royaume de Navarre, le premier étant son petit-fils Charles.
Il protégea les arts, fit achever la cathédrale gothique de Pampelune (où il est enterré avec son épouse) et construire les palais royaux de Tafalla et d'Olite, où il mourut en 1425.

## Mariage et descendance
De son union avec Éléonore de Trastamare (fille du roi Henri II de Castille dit Henri de Trastamare) naquirent huit enfants. Le couple demeura séparé pendant près de 10 ans, de 1386 à 1395 :
- Jeanne (Barajas, Castille, 8 novembre 1382 - Pau, juillet 1413), épouse Jean Ier, comte de Foix, le 3 décembre 1402 à Olite (sans postérité ; De sa deuxième femme Jeanne d'Albret, Jean de Foix aura Gaston IV de Foix, le mari d'Eléonore d'Aragon ci-après) ;
- Blanche Ire de Navarre (6 juillet 1387 - 1441), reine de Navarre de 1425 à 1441, épouse Martin Ier de Sicile, le 26 décembre 1402 à Cagliari. Veuve en 1409, elle se remarie avec Jean II d'Aragon le 10 juin 1420 à Pampelune  : leur fille Eléonore d'Aragon-Navarre marie Gaston IV de Foix ci-dessus, d'où la suite des rois de Navarre, dont Henri IV ;
- Marie (1388 - Olite, 6 janvier 1406) ;
- Béatrice (en Castille, 1392 - Olite, 14 décembre 1407), épouse Jacques II de Bourbon le 14 septembre 1406 à Olite ;
- Isabelle de Navarre (Estella, 13 juillet 1396 - L'Isle-Jourdain, janvier 1444), épouse Jean IV d'Armagnac le 13 mai 1419 à Tudela : Henri IV en descend ;
- Charles (Pampelune, 30 juin 1397 - Estella, 12 août 1402), prince héritier ;
- Louis (Olite, 28 décembre 1399 - 28 juillet 1400) ;
- Marguerite (entre 1402 et mai 1403 - avant mars 1406).

Charles III eut également plusieurs enfants illégitimes dont :
- Lancelot de Navarre (1386 - 1420), patriarche latin d'Alexandrie ;
- Godefroi de Navarre (1394 - ?), maréchal de Navarre ;
- Jeanne de Navarre, épouse d'Íñigo Ortiz de Zúñiga ;
- autre Jeanne de Navarre (1419 - 1456), qui épouse en 1424 son cousin Louis de Beaumont, comte de Lerín.